# Bataille de Grozny (1999-2000)
Pour les articles homonymes, voir Bataille de Grozny.
Conflit russo-tchétchène
(Seconde guerre de Tchétchénie)
Batailles
Offensive russe (1999-2000)
- Bombardement aérien russe
- Bombardement d'Elistanji
- Attaque au missile de Grozny
- Bombardement de Chami-Yourt
- Fusillade d'un convoi de réfugiés à Grozny
- Grozny
- Massacre de Staropromyslovsky
- Bombardement de Katyr-Yurt
- Massacre de Novie Aldi
- Sommet 776
- Komsomolskoïe
- Incident fratricide de l'OMON
- Embuscade de Djani-Vedeno (en)

Phase de guérilla (2000-2009)
- Embuscade de Galachki
- Attentats suicides de juin 2000
- Attentats suicides de juillet 2000
- Opération Alkhan-Kala
- Vedeno
- Accident du Mi-8 à Grozny
- Opération Tsotsin-Yourt
- Accident du Mi-8 à Chelkovskaïa
- Embuscade de l'OMON à Grozny
- Accident d'un Mi-26 à Khankala
- Attentat du 27 décembre 2002 à Grozny
- Attentat suicide à Znamenskoïe
- Raid de Nazran (en)
- Raid sur Avtoury
- Raid sur Grozny
- Raids au Daghestan
- Opération de Borozdinovskaïa
- Attentat de Makhatchkala
- Attaque de Naltchik
- Combat de Guimry
- Embuscade d'Avtoury
- Accident d'hélicoptère de Vladikavkaz
- Incident fratricide
- Accident d'un Mi-8 à Chatoï

La bataille de Grozny de 1999-2000 représente le siège et l'assaut de la capitale tchétchène Grozny par les forces russes, de la fin de 1999 au début de 2000. Les opérations militaires ont dévasté la capitale ; en 2003, elle est qualifiée par les Nations Unies de ville la plus détruite au monde. Entre 5 000 et 8 000 civils seront tués pendant le siège, ce qui en fait l'épisode le plus sanglant de la seconde guerre de Tchétchénie.

## Prélude
Le 15 octobre 1999, après avoir monté un intense barrage de chars et d'artillerie contre les séparatistes tchétchènes, les forces russes prennent le contrôle d'une crête stratégique à portée d'artillerie de Grozny. Ils firent alors plusieurs tentatives avortées pour s'emparer de positions aux abords de la ville. Le 4 décembre, le commandant des forces russes dans le Caucase du Nord, le général Viktor Kazantsev, affirme que Grozny est entièrement bloquée par les troupes russes. Le général Anatoli Kvachnine, chef d'état-major de l'armée, prédit que les rebelles abandonneront par leurs propres moyens la capitale tchétchène, poussés à se retirer par les civils craignant une destruction généralisée. Soutenues par l'armée de l'air russe, les forces russes s'avèrent largement plus nombreuses et plus armées que l'armée irrégulière tchétchène, qui compte environ 3 000 combattants, et est considérablement plus importante et bien mieux préparée que la force déployée pour la prise de Grozny lors de la première guerre de Tchétchénie entre 1994 et 1996.

## Tactique

### Forces russes
La tactique russe en 1999 est de retenir les chars et les véhicules blindés de transport de troupes et de soumettre les Tchétchènes retranchés à un barrage d'artillerie lourde intensif et à des bombardements aériens avant de les engager avec des petits groupes d'infanterie, dont beaucoup disposent une formation préalable à la guerre urbaine. Les forces russes décident de s'appuyer fortement sur l'artillerie de roquettes telles que les BM-21 Grad, BM-27 Ouragan, BM-30 Smertch, les missiles balistiques (SCUD, OTR-21 Totchka), les bombes à fragmentation et les armes thermobariques. (Le TOS-1, un lance-roquettes multiple à ogives thermobariques, joua un rôle particulièrement important dans l'assaut). Ces armes ont épuisé les Tchétchènes, à la fois physiquement et psychologiquement, et des frappes aériennes ont également été utilisées pour attaquer des combattants cachés dans des sous-sols ; de telles attaques conçues pour une pression psychologique maximale. Ils démontreront également le désespoir d'une résistance supplémentaire contre un ennemi qui pouvait frapper en toute impunité et montrait son invulnérabilité aux contre-mesures. En novembre, le Kremlin nommé Beslan Gantamirov, ancien maire de Grozny, à la tête du conseil d'État tchétchène pro-Moscou. Gantamirov venait d'être gracié par le président russe Boris Eltsine et libéré d'une peine de 6 ans de prison qu'il purgeait pour avoir détourné des fonds fédéraux destinés à la reconstruction de la Tchétchénie en 1995 et 1996. Il est choisi pour diriger une milice tchétchène pro-russe dans la bataille à venir. Le ministre de l'Intérieur Vladimir Rouchaïlo refuse cependant de fournir à la milice des armes lourdes, limitant leur arsenal de combat à des « AK-47 obsolètes » et charge Gantamirov d'accepter toute personne qui se portera volontaire, y compris les combattants rebelles. La milice, souvent utilisée pour diriger les forces fédérales, subit de lourdes pertes, perdant plus de 700 hommes dans la bataille.

### Combattants tchétchènes
Les Russes rencontrent une résistance féroce de la part de combattants rebelles tchétchènes intimement familiers avec leur capitale. Les défenseurs ont choisi de résister au lourd bombardement russe pour avoir la chance de venir à bout de leur ennemi dans un environnement de leur choix, en utilisant des positions de tir interconnectées et une guerre de mouvement. Contrairement à la défense ad hoc de 1994, les séparatistes se sont bien préparés à l'assaut russe. Grozny est transformée en une ville forteresse sous la direction du commandant de terrain Aslambek Ismaïlov. Les Tchétchènes creusent des centaines de tranchées et de fossés antichars, construisent des bunkers derrière des immeubles d'habitation, posent des mines terrestres dans toute la ville, placent des nids de tireurs d'élite sur des immeubles de grande hauteur et préparent des voies d'évacuation. Dans certains cas, des bâtiments entiers sont piégés ; les fenêtres et les portes du rez-de-chaussée sont généralement condamnées ou minées, empêchant les Russes d'entrer simplement dans un bâtiment. S'appuyant sur leur grande mobilité (ils n'utilisent généralement pas de gilets pare-balles en raison du manque d'équipement), les Tchétchènes utilisent les tranchées pour se déplacer entre les maisons et les positions de tireurs d'élite, engageant les Russes alors qu'ils se concentrent sur le haut des bâtiments ou sur les fenêtres. De petits groupes bien organisés de 15 combattants au maximum se déplaçent librement dans Grozny en utilisant le réseau d'égouts de la ville, se faufilant même derrière les lignes russes et attaquant des soldats sans méfiance par l'arrière.

## Siège de la ville

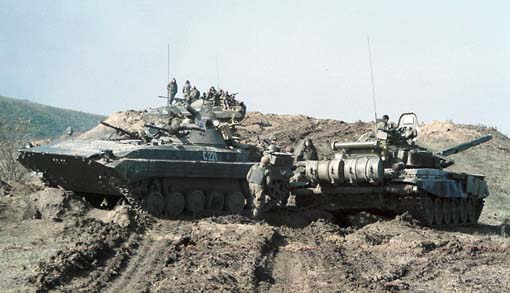
Les troupes russes en route vers Grozny le 18 novembre.

Les troupes terrestres russes avancent lentement et Grozny est encerclée fin novembre 1999. Plus de deux semaines supplémentaires de bombardements et de bombardements sont nécessaires avant que les troupes russes ne puissent prendre pied dans n'importe quelle partie de la ville. Les forces terrestres russes rencontrent une vive résistance de la part des combattants rebelles lorsqu'ils avancent, utilisant une lente progression quartier par quartier, les combats se concentrant sur une colline stratégique surplombant la ville. Les deux camps s'accusent mutuellement d'avoir lancé des attaques chimiques. Les allégations d'attaques chimiques peuvent provenir de l'observation de restes non brûlés d'explosifs gazeux provenant de missiles thermobariques TOS-1 ou les produits chimiques peuvent s'être échappés d'installations industrielles détruites. Les rumeurs d'attaques au gaz et les divisions entre Tchétchènes (les extrémistes islamistes étant accusés d'avoir provoqué la guerre), ont contribué à l'abandon de Grozny par de nombreux combattants rebelles. Début décembre, la Russie s'empare de la ville d'Ourous-Martan, le bastion séparatiste près de Grozny, après avoir subie de lourds bombardements aériens et d'artillerie pendant plusieurs semaines.
La majorité de la population civile de la ville décide de fuir à la suite des attaques de missiles au début de la guerre, laissant les rues quasi désertes. Jusqu'à 40 000 civils, souvent des personnes âgées, pauvres et infirmes, sont restés piégés dans des sous-sols pendant le siège, souffrant des bombardements, du froid et de la faim. Certains d'entre eux sont tués alors qu'ils tentent de fuir. Le 3 décembre, une quarantaine de personnes meurent lorsqu'un convoi de réfugiés tentant de quitter les zones assiégées est la cible de tirs. Environ 250 à 300 personnes tuées alors qu'elles tentent de s'échapper en octobre 1999, entre les villages de Goryachevodsk et Petropavlovskaya, sont enterrées dans une fosse commune. Les forces russes assiégeant Grozny prévoient d'attaquer la ville avec un lourd bombardement aérien et d'artillerie, dans l'intention de niveler la ville dans la mesure où il est impossible pour les rebelles de la défendre. Le 5 décembre, les avions russes, qui ont largué des bombes sur Grozny, passent aux largages de tracts mentionnant un avertissement de l'état-major. Les Russes fixent une date limite , exhortant les habitants de Grozny « à partir ou à être détruits » avant le 11 décembre 1999, déclarant que « les personnes qui restent dans la ville seront considérées comme des terroristes et des bandits et seront détruites par l'artillerie et l'aviation. Il n'y aura plus de négociations. Tous ceux qui ne quittent pas la ville seront détruits ».
Les commandants russes élaborent un « couloir humanitaire » pour ceux souhaitant quitter Grozny, mais les rapports de la zone de guerre suggèrent que peu de gens l'utiliseront lors de son ouverture le 11 décembre. Des réfugiés désespérés qui s'enfuirent racontent des histoires de bombardements, d'obus et de brutalité. La Russie estime le nombre de personnes restant à Grozny à 15 000, tandis qu'un groupe d'exilés tchétchènes à Genève confirment d'autres rapports estimant la population civile à 50 000. La Russie retire finalement l'ultimatum face à l'indignation internationale des États-Unis et de l'Union européenne. Le ministre britannique des Affaires étrangères, Robin Cook, « condamné sans réserve » la décision russe : « Nous condamnons vigoureusement ce que Milošević a fait au Kosovo et nous condamnons vigoureusement ce que fait la Russie en Tchétchénie ». Le bombardement de la ville continue ; selon le ministère des Situations d'urgence russe, le nombre de civils restant à Grozny est estimé entre 8 000 et 35 000.

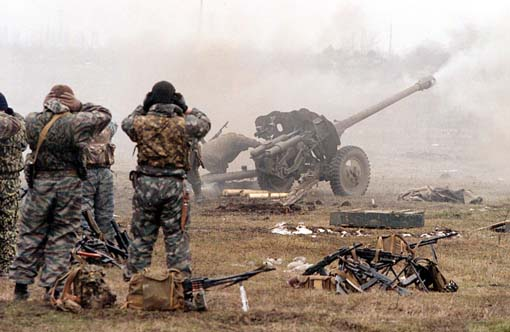
Les troupes russes faisant feu sur la localité d'Achkhoï-Martan le 2 décembre.

Les premiers combats se concentrent dans la périphérie est de Grozny, avec des équipes des reconnaissance entrant dans la ville pour identifier les positions rebelles. La tactique russe a pour objectif d'attirer les rebelles, puis de se retirer et de pilonner les positions tchétchènes avec de l'artillerie et des tirs de roquettes. Le 13 décembre, les troupes russes reprennent le contrôle du principal aéroport de Tchétchénie. Située dans la banlieue de Khankala, elle fut la principale base militaire russe pendant la première guerre et fut l'une des premières cibles à être touchée par les avions de combat au début de l'engagement russe dans la seconde. Le lendemain, plus de 100 soldats russes sont tués lorsqu'une colonne blindée est prise en embuscade sur la place Minoutka ; les rapports des correspondants de Reuters et de l'Associated Press sont démentis avec véhémence par le gouvernement russe,.
Le 2 janvier, des combattants tchétchènes attaquent et détruisent une colonne blindée russe entrée la veille dans le village de Douba-Yourt. Le lendemain, le général Valentin Astavïev déclare à la télévision d'État que les forces russes n'ont subi que trois morts au cours des dernières 24 heures. Pourtant, le commandant d'une unité du ministère de l'Intérieur à Grozny déclare à l'Agence France-Presse que 50 hommes ont été tués au cours des 48 heures précédentes. Le 4 janvier, des combattants tchétchènes à Grozny lancent une série de contre-attaques et percent les lignes russes à au moins deux endroits, s'emparant temporairement du village d' Alkhan-Kala. Le soutien public russe à la guerre, qui était auparavant écrasant, semble s'estomper face aux pertes humaines toujours plus nombreuses, le gouvernement est de plus en plus critiqué dans les médias russes étroitement contrôlés, notamment pour avoir sous-estimé le nombre de victimes. Les bombardements de la Russie ont finalement commencé à faire des ravages : à l'aide de plusieurs lance-roquettes et de tirs massifs de chars et d'artillerie, les Russes rasent de grandes parties de Grozny en vue d'un assaut total.
Le 10 janvier, les forces tchétchènes lancent une contre-offensive pour soutenir la garnison de Grozny, reprenant brièvement les villes de Chali, Argoun et Goudermes et ouvrant un nouveau couloir d'approvisionnement vers la capitale. Lors d'attaques coordonnées, les Tchétchènes tendent une embuscade à une colonne de ravitaillement sur la route Argoun-Goudermes près du village de Dzhalka, tuant au moins 26 militaires dans le plus lourd bilan officiel d'une journée depuis le début de la guerre en septembre. Le commandant pour le Caucase du Nord, le général Kazantsev, impute les lourdes pertes aux erreurs commises par des responsables « au cœur tendre » qui ont permis aux rebelles de contre-attaquer. Il ajoute que désormais seuls les garçons de moins de 10 ans, les vieillards de plus de 60 ans et les filles et les femmes sont considérés comme des réfugiés. Le 15 janvier, les Russes déclarent que 58 Tchétchènes ont été tués en tentant de fuir Grozny.
À la mi-janvier, des dizaines de milliers de soldats russes ont commencé une avance sur le centre de Grozny à partir de trois directions. Au cours de ces combats, plusieurs faubourgs et immeubles clés jouxtant le centre-ville changent plusieurs fois de mains. Dans un certain nombre d'incidents, de petits groupes de combattants rebelles coupent les unités russes exposées des forces principales. Le 19 janvier, dans un revers majeur pour les forces russes, des tireurs d'élite tchétchènes tuent l'un des commandants russes, le général Mikhaïl Malofeïev. Les troupes russes ne récupéreront son corps que cinq jours plus tard. Deux jours plus tard, une unité russe perd 20 hommes dans le nord-ouest de Grozny après une attaque derrière les lignes de front. Les rebelles se sont frayés un chemin à travers des tunnels d'égouts et ont mené des attaques. Le 26 janvier, le gouvernement russe admet la perte au combat en Tchétchénie de 1 173 militaires depuis le début de la guerre en octobre. Ce chiffre est plus du double des 544 morts signalés 19 jours plus tôt, le 6 janvier, avec seulement 300 morts signalés le 4 janvier, indiquant de nombreuses pertes dans les batailles de Grozny et ailleurs au cours de ce mois (plus tard, la Russie affirmera la mort de 368 militaires dans la ville).

## Fuite des rebelles tchétchènes
Avec leurs routes d'approvisionnement coupées par un blocus russe de plus en plus efficace, les munitions s'épuisant et leurs pertes augmentant, les dirigeants rebelles tchétchènes estime la résistance désormais futile. Lors d'une réunion dans un bunker du centre de Grozny, les commandants rebelles décident d'un pari désespéré pour percer les trois lignes de forces russes afin de rejoindre les montagnes. Le président tchétchène Aslan Maskhadov avait été évacué plus tôt vers un quartier général secret quelque part dans le sud de la Tchétchénie. Environ 1 000 à 1 500 combattants sous le commandement du commandant de terrain Rouslan Guelaïev se retirent sans ordre, laissant les autres forces rebelles exposées.
Les principales forces tchétchènes commencent à s'échapper le dernier jour de janvier et le premier jour de février lors d'une tempête hivernale, après une tentative de soudoyer leur sortie. Un groupe de reconnaissance envoyé plus tôt n'est pas revenu mais les commandants décident quand même de quitter la ville. Quelque 4 000 combattants rebelles et quelques civils se déplaçant vers le sud-ouest sont accueillis par des tirs d'artillerie lourde. La colonne de quelque 2 000 combattants, plusieurs centaines de non-combattants et 50 prisonniers de guerre russes, pénètre dans un champ de mines entre la ville et le village d'Alkhan-Kala. Les forces russes leur tendent une embuscade alors qu'ils traversent un pont sur la rivière Sounja et les bombardent avec de l'artillerie. Les Tchétchènes poussent à travers le champ de mines, sans en avoir conscience et sans ingénieurs. Des dizaines de combattants rebelles sont tués par la combinaison des tirs d'artillerie et de la traversée du champ de mines, dont plusieurs hauts commandants tchétchènes : Khounkar-Pacha Israpilov, le maire de la ville Letcha Doudaïev et Aslambek Ismaïlov, le commandant de la défense de Grozny. Les rebelles déclarent avoir perdu environ 400 combattants dans le champ de mines d'Alkhan-Kala, dont 170 tués. Environ 200 des blessés sont mutilés, dont Abdoul-Malik Mezhidov et Chamil Bassaïev, (ce dernier marchant sur une mine en conduisant ses hommes). Au total, au moins 600 victimes sont dénombrés lors de l'évasion. Les généraux russes refusent d'abord d'admettre que les Tchétchènes se sont échappés de la ville bloquée, affirmant que de violents combats se poursuivent dans la ville. L'assistant du président Vladimir Poutine et porte-parole du gouvernement russe sur la Tchétchénie, Sergueï Iastrjembski, déclare que si les rebelles ont abandonné Grozny, « nous vous en aurions informé ». Selon le général Kazantsev, jusqu'à 500 rebelles ont été tués lors de l'évasion.
Après quelques combats à la périphérie du village, Alkhan-Kala est visé par des missiles tactiques OTR-21 Tochka munis d'ogives d'armes à sous-munitions, tuant ou blessant de nombreux civils. Les rebelles prennent la fuite, mais un certain nombre de combattants blessés, dont Khadzhi-Mourat Yandïev, sont pris en charge à l'hôpital local puis capturés par les Russes. Le 4 février, les forces russes, qui auraient tenté d'empêcher les Tchétchènes de continuer à battre en retraite, bombardent le village de Katyr-Yourt. Jusqu'à 20 000 réfugiés fuient désespérément un bombardement intense qui dura deux jours et tua des centaines de civils, y compris le bombardement d'un convoi civil tentant de quitter la localité pendant une accalmie des combats. Un conseil de guerre rebelle post-opératoire se tient dans le village d'Alkhan-Yourt, où il est décidé d'une retraite des forces tchétchènes dans les gorges inaccessibles de Vedeno et d'Argoun, dans les montagnes du sud, afin de mener une campagne de guérilla contre les Russes. Les rebelles se retirèrent alors dans les montagnes.

## Conséquences
Le 3 février, dès le lendemain de l'évasion, les Russes commencent à nettoyer la ville en ruine ; de nombreux crimes graves ont été commis contre des civils,, notamment le massacre de Novie Aldi dans lequel au moins 50 civils perdent la vie lorsque le quartier est pillé par l'OMON (troupes de police spéciales) le 5 février. Plusieurs centaines de combattants rebelles décident de rester dans les ruines piégées, cachés et harcelant les Russes avec des tirs de sniper occasionnels. En raison des dangers des tireurs d'élite, des mines et des munitions non explosées, ce n'est que le 6 février que le drapeau russe est hissé au-dessus du centre-ville. Le président Poutine annonce la libération de Grozny et la fin des opérations militaires. De nombreux bâtiments endommagés ou minés ont explosé, y compris tous les immeubles de grande hauteur autour de la place Minoutka. Le 21 février, les forces russes organisent un défilé militaire pour marquer la Journée du défenseur de la patrie (anciennement Journée de l'armée soviétique) et pour symboliser la supposée défaite finale des rebelles tchétchènes. Le ministre russe de la Défense, Igor Sergueïev, déclare lors de la cérémonie que « la phase finale » de l'opération visant à « détruire les formations de bandits et les groupes terroristes qui tentent de démolir la Russie » est achevée.
Les agents des Nations unies qui sont entrés dans la ville avec le premier convoi d'aide internationale découvrent « un terrain vague dévasté et toujours peu sûr jonché de cadavres ». Quelque 21 000 civils habitent encore à Grozny lors de cette période. Les pertes de la ville n'ont jamais été comptées. La plupart des cadavres ont été évacués en 2000 et 2001, mais une fosse commune datant de l'époque de la bataille est découverte en 2006 dans l'ancien quartier du parc Kirov à Grozny,. En mars, l'armée russe autorise les premiers réfugiés à retourner dans la ville.

### Guerre de guérilla à Grozny
Environ 500 (estimation russe) à 1 000 (revendication séparatiste) combattants rebelles décident de rester dans la ville tandis que d'autres reviendront plus tard avec les civils, se cachant souvent dans les tunnels de communication et les sous-sols des bâtiments endommagés le jour et émergeant la nuit pour tirer sur les positions russes ou poser des engins piégés dans les rues pour attaquer les patrouilles et les véhicules le lendemain. En juin 2000, la police russe et les unités des forces spéciales lancent une opération de contre-insurrection contre les forces rebelles à Grozny, mais les bombardements et les affrontements dans la ville se poursuivent alors que les guérilleros se cachent parmi la population civile partiellement rapatriée. Selon le maire Bislan Gantamirov, les guérilleros sont aidés par la police tchétchène et les Russes assassinent illégalement jusqu'à 15 Tchétchènes par jour à Grozny. Selon l'analyste militaire russe Pavel Felgenhauer, on peut « être dépouillé, violé ou abattu à tout moment — même si l'on est fidèle à la Russie ». Lors de plusieurs incidents, des hélicoptères sont abattus par des missiles au-dessus de Grozny, tuant un certain nombre de hauts responsables militaires. Lors du crash du Khankala Mi-26 en 2002, l'attaque la plus meurtrière, plus de 120 soldats sont tués dans la pire catastrophe d'hélicoptère de l'histoire. Une série d'attentats à la bombe a également lieu contre des bâtiments du gouvernement local (y compris des attentats-suicides). L'attentat au camion piégé de Grozny en 2002 détruit le siège du gouvernement tchétchène pro-Moscou, tuant au moins 83 personnes. Des installations militaires et des postes de police sont également attaqués, de nombreux tirs de tireurs d'élite ont lieu en plein jour et d'autres incidents, avec pour objectif visant à tuer ou à capturer des soldats russes s'aventurant dans les rues seuls ou en petits groupes.
Les hostilités deviennent plus sporadiques au fil des années et le conflit en Tchétchénie en général devint moins intense, les attaques dans la capitale se faisant plus rares. Des efforts de restauration à grande échelle dans la ville ont lieu à partir de 2006, souvent accompagnés de la découverte de restes humains, y compris des fosses communes.